# Jean Barrère
Pour les articles homonymes, voir Barrère.
Jean Barrère, de son vrai nom Jean Buisson, né le 21 avril 1921 à Feyzin (Rhône) et mort le 11 décembre 1995 au Raincy, est un acteur français.

## Filmographie
- 1944 : Béatrice devant le désir de Jean de Marguenat
- 1948 : Par la fenêtre de Gilles Grangier : Paul
- 1949 : La Veuve et l'Innocent d'André Cerf : le gérant de l'hôtel
- 1950 : Le Grand Cirque de Georges Péclet : Jacques Desmarets
- 1950 : La Valse de Paris de Marcel Achard
- 1952 : Ouvert contre X de Richard Pottier : Pierre
- 1952 : Le Jugement de Dieu de Raymond Bernard : le comte Törring de Bavière
- 1952 : La Fugue de monsieur Perle de Pierre Gaspard-Huit et Roger Richebé : l'interne